# Félix Lastra
Félix Lastra (Urdaneta, Los Ríos, 2 de marzo de 1988). es un futbolista ecuatoriano. Juega de lateral derecho y su equipo actual es el Deportivo Azogues de la Serie B de Ecuador.

## Clubes
| Club                 | País    | Año       |
| -------------------- | ------- | --------- |
| Universidad Católica | Ecuador | 2006-2007 |
| Deportivo Quito      | Ecuador | 2007-2008 |
| Plaza Colonia        | Uruguay | 2008-2009 |
| Delfín SC            | Ecuador | 2010-2011 |
| Anaconda FC          | Ecuador | 2012      |
| Teodoro Gómez        | Ecuador | 2013      |
| Deportivo Azogues    | Ecuador | 2014      |